# Lutz Pfannenstiel
Pour les articles homonymes, voir Pfannenstiel.
Lutz Pfannenstiel, né le 12 mai 1973 à Zwiesel, est un footballeur allemand devenu entraîneur. 
Il est essentiellement connu pour avoir joué comme gardien de but dans 23 clubs différents. Il est présenté comme le seul joueur au monde à avoir évolué professionnellement sur tous les continents, et dans chacune des six confédérations affiliées à la FIFA (CAF, CONCACAF, CONMEBOL, AFC, UEFA, OFC),,,.

## Biographie
De 1986 à 1987 il a porté le maillot de l'équipe d'Allemagne -17 ans.
En 2008, il joue en Norvège et accepte un poste comme entraîneur des gardiens de l'équipe cubaine, sous les ordres de Reinhold Fanz,. De janvier à juin 2009, il s'engage comme joueur-entraîneur des gardiens au club de Manglerud Star, en deuxième division norvégienne.
En octobre 2009, il signe un contrat d'une saison comme entraîneur-joueur et directeur sportif pour le club namibien du Ramblers FC.
En 2021, il est le directeur sportif St. Louis City Soccer Club, club américain de MLS. 

## Projets
Pfannenstiel a un projet extravagant : se servir du football pour informer sur le réchauffement climatique en organisant des matchs dans les zones symboliques de réchauffement,. Il tente d’organiser pour décembre 2009, sur l’Île du Roi-George, en Antarctique, un match de sensibilisation au réchauffement climatique. Il monte une équipe appelée le FC Global United, une équipe qui compte des noms prestigieux. Il défend l'idée que pour certains pays comme le Brésil ou la Cote d'Ivoire, le message passe mieux s'il est délivré par de stars locales du football comme Ronaldo ou Drogba que par les hommes politiques. Ce groupe doit, comme Lutz Pfannenstiel, jouer au moins un match sur chaque continent. L'équipe a déjà joué un tournoi de football en salle; elle doit ensuite jouer en Europe centrale, en l’Antarctique, et, pourquoi pas en Australie, Amazonie, Tanzanie, Fidji…
Les droits de l'histoire de sa carrière ont été achetés par Hollywood. 
Le 1er octobre 2009, il sort son autobiographie intitulée Unhaltbar (littéralement « inarrêtable »). Elle retrace sa carrière et beaucoup d'anecdotes,.

## Palmarès
- Champion de Finlande en 1998 avec le FC Haka
- Vainqueur de la Coupe de Finlande en 1997 avec le FC Haka
- Gardien de but de l'année 2002 en Nouvelle-Zélande avec le Dunedin Technical AFC
- Gardien de but de l'année 2006 en Nouvelle-Zélande avec l'Otago United
- Gardien de but de l'année 2003 en Norvège avec le Bærum SK

## Ouvrages
- (de) avec Christian Putsch, Unhaltbar : Meine Abenteuer als Welttorhüter, édition Rowohlt Taschenbuch, 1er octobre 2009, 256 p. (ISBN 978-3499625084).